# Galaxy Express (Band)
Galaxy Express (갤럭시 익스프레스) ist eine Garage-Rock-Band aus Südkorea. Sie wurde 2006 gegründet und wurde schnell bekannt für ihre energiegeladene Bühnenpräsenz. Galaxy Express gewann viel Lob von der New York Times, MTV Iggy und weiteren internationalen Medien. Leadgitarrist/Sänger Park Jong-hyun spielte zuvor in der Band Mogwai und Bassist/Sänger Lee Ju-hyun war ein früheres Mitglied der Streetpunk-Band Rux, der Oi!-Band Captain Bootbois und der Punk-Band Ghetto Bombs.
Sie gründete gemeinsam mit der koreanischen Rockband Telepathy das Label Love Rock Company. Das 2010 erschienene Album Wild Days wurde in nur einem Monat als eine Art öffentliches Social-Media-Experiment geschrieben und aufgenommen.

## Internationale Auftritte
Galaxy Express spielte zweimal auf dem SXSW. Ihr erster Auftritt auf diesem Festival in Austin (Texas) war Teil der Seoulsonic Tour 2011 neben Idiotape und Vidulgi Ooyoo, auf dem aufgrund ihrer energiegeladenen Performance eine Sicherung durchbrannte. Sie kehrten 2012 allein zum SXSW zurück, was ihnen die Möglichkeit gab, ihre Tour durch Nordamerika freier zu gestalten. Auf dieser Tour teilten sie sich die Bühne mit Crying Nut, 3rd Line Butterfly und Yellow Monsters. Weitere Auftritte gab es in den Vereinigten Staaten, Kanada, Frankreich, Taiwan und Hongkong.
Ihre Reisen wurden in dem Film Turn It Up to 11, Part 2: Wild Days (2012) dokumentiert.

## Anklage wegen Drogenmissbrauchs
Lee Ju-hyun wurde am 2. Juli 2013 wegen des Besitzes von Marijuana verhaftet. Zu dieser Zeit nahmen Galaxy Express an der Mnet-Castingshow Band Generation teil und hatten es in die Finalrunde geschafft, in der sie gegen Daybreak and Romantic Punch antreten sollten. Die Verhaftung veranlasste Mnet den Finalauftritt abzusagen. Lee wurde aufgrund von Drogenbesitzes schon zuvor einmal festgenommen.

## Diskografie
- 2007: To the Galaxy (EP)
- 2007: Ramble Around (EP)
- 2008: Noise on Fire
- 2009: Come On & Get Up! (EP)
- 2010: Wild Days (Album)
- 2011: Naughty Boy (EP, zusammen mit Crying Nut)
- 2012: Galaxy Express (Album)
- 2015: Walking on Empty (Album)